# Gelei József (zoológus)
Gelei József (Árkos, 1885. augusztus 20. – Budapest, 1952. május 20.) zoológus, az MTA tagja.
Kutatási területe: protozoakutatás, a citológia és a Turbelláriák rendszertana, gerinctelenek mikrotechnikája.

## Életpályája
Egyszerű székely középnemesi család gyermekeként született. A kolozsvári unitárius kollégium elvégzése után az ottani egyetemen tanult természetrajz-vegytan szakon, 1905-ben kapott középiskolai tanári oklevelet. 1908-ban védte meg egyetemi doktori disszertációját. 1909-ben tanársegéd Apáthy István mellett. Grazi tanulmányai után tíz esztendeig a kolozsvári állattani Intézetben dolgozott, majd müncheni (1911.) és würzburgi (1913-14.) egyetemen végzett állattani kísérleteket.
1914-ben az összehasonlító sejttan tárgykörből a kolozsvári egyetemen magántanárrá habilitálták. Az impériumváltás miatt 1919-1924-ig a kolozsvári unitárius kollégiumban tanított, és az Erdélyi Múzeum-Egyesület őreként tevékenykedett. 1924-ben meghívták az Apáthy prof. halálával (1923.) Szegeden megüresedett Ferencz József Tudományegyetem általános állattani és összehasonlító bonctani tanszék professzorának; az egyetem rektora volt 1935 és 1938 között. A második bécsi döntés következtében 1940-1944-ig ismét a kolozsvári egyetemen tanszékvezető. 1947-től haláláig a Szegedi Tudományegyetem Orvostudományi Karának Biológiai Intézetét vezette, 1952-ben az új tudományos minősítés szerint elérte a tudományok doktora fokozatot.
Több előadást tartott külföldön és részt vett a hazai biológiai kutatás újjászervezésében. Tagja volt az Unitárius Irodalmi Társaságnak. Tudományos munkásságának elismeréseképpen 1923-ban a Magyar Tudományos Akadémia levelező, 1938-ban rendes tagjai sorába választották. Nevéről számos újonnan felfedezett élőlényt neveztek el. Több, mint 100 tanulmánya és önálló munkája jelent meg. Tudományos közleményeit többnyire németül publikálta.
1941-45-ig az unitárius egyház főgondnoka volt. Meglátogatott több egyházközséget, ahol előadásokat is tartott. Támogatta a fiatal lelkészeket munkáik megjelentetésében. Kezdeményezője volt az egyháztársadalom megújításának és a népből sarjadt fiatal tehetségek támogatásának. Megalapította a Berde Bizottságot, melynek célja a nép fiai közül kiválasztani az arra alkalmas középiskolai és iparos tanulókat.

## Főbb művei (válogatás)

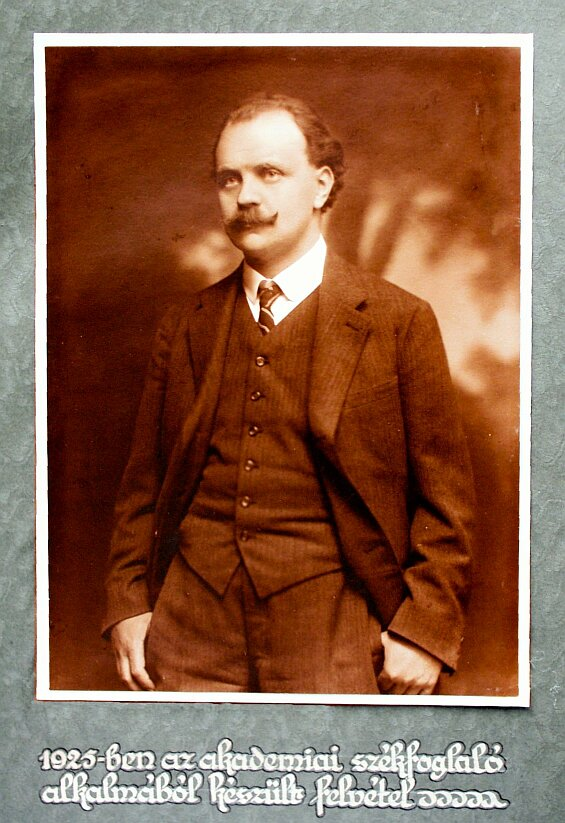
1925-ben, az akadémiai székfoglaló alkalmából készült felvétel.

- Tanulmányok a Dendrocelum lacteum Oerstd. szövettanáról. Budapest, 1909-1912. 289 p. 16 t.
- A Chromoszomák hosszanti párosodása s e folyamat örökléstani jelentősége. Budapest, 1920. 253 p.
- Adatok a sejt biológiájához (1927)
- Állati tökéletesség a véglény fokán (1940)
- Feinstrukturen einzelligen Organismen (1943)
- Biológia orvostanhallgatók részére (1950)

## Tudományos tisztség
- Országos Természettudományi Tanács, Magyar Biológiai Kutatóintézet (Tihany) Tanácsának tagja

## Társasági tagság
- Természettudományi Társaság, Állattani Szakosztály, alelnök (1929-1932)
- Magyar Élettani Társaság

## Kitüntetések
- MTA Vitézi-díj (1910)
- Marczibányi-díj (1935)
- Finn Fehér Rózsa Rend I. o. parancsnoki keresztje a csillagokkal

## Emlékezete
- Halálának 25. (1977) évfordulóján a Magyar Orvostörténelmi Társulat, a Szegedi Akadémiai Bizottság (SZAB) és a Szegedi Orvostudományi Egyetem méltatta munkásságát.[3]
- Halálának 30. (1982) évfordulóján a szegedi József Attila Tudományegyetem Egyetemi Könyvtára rendezett tiszteletére emlékkiállítást.[4]
- Szülőfaluja, a székelyföldi Árkos általános iskolája az ő nevét viseli
- Szegeden utca őrzi nevét
- Szeged belvárosában, a Tisza Lajos krt.-i református palota homlokzatán emléktábla jelzi egykori lakóhelyét
- A János Zsigmond Unitárius Kollégium (Kolozsvár) természettudományos gyűjteménye Gelei József nevét vette fel.